# Sheldon Manor
Sheldon Manor è un edificio storico che si trova a Chippenham Without, a breve distanza da Chippenham nella contea del Wiltshire, Sud Ovest dell'Inghilterra, Regno Unito. La struttura, che risale almeno al XII secolo, viene considerata un monumento classificato di primo grado per il suo particolare interesse storico e architettonico.

## Storia
Gli insediamenti rurali medievali in Inghilterra erano caratterizzati da una grande diversità regionale per forma, dimensione e tipo, e la protezione dei loro resti archeologici deve tenere conto di queste differenze. Villaggi e frazioni si concentrano nella valle del Severn e nella valle di Pewsey, ma sono solo moderatamente presenti altrove. La regione locale a sud-ovest e a nord-est dei Cotswolds è caratterizzata da insediamenti di villaggi e frazioni con poche abitazioni sparse. Il villaggio medievale di Sheldon non esiste più com'era allora e viene menzionato la prima volta prima dell'anno mille, nell'803, e la parrocchia civile di Chippenham Without fu creata dal Local Government Act del 1894. In quel momento l'antica Chippenham venne divisa nel distretto municipale di Chippenham (Chippenham Within) e nella località di Chippenham Without. Chippenham Without comprendeva principalmente i terreni agricoli a ovest della città. Nel Medioevo era probabilmente molto simile alle parti rurali della parrocchia adiacente di Corsham, ma nel caso di Chippenham, lo sviluppo ha avuto luogo solo nella città e non nei villaggi attorno ai primi manieri. Molti degli edifici in questo paesaggio sono del XVIII secolo o precedenti e il terreno non sembra molto diverso da quello di un secolo fa, a parte la scomparsa degli olmi. Alla fine del XX secolo l'espansione verso ovest di Chippenham nel Cepen Park a sud ha creato insediamenti molto popolosi. I resti di quel primo insediamento medievale si trovano sul retro del maniero che ci è pervenuto, che sorge sul sito di un'abitazione più antica nota come The Holloway. Il maniero fu confiscato dalla Corona e poi concesso alla famiglia de Godarville nel 1231 da Enrico III. La casa fu ricostruita da Lord Walter Hungerford intorno al 1430. Hungerford ebbe un ruolo importante come Alto Tesoriere d'Inghilterra e fu a capo di una grande famiglia. La sua dimora appartenne ai suoi eredi fino al 1643, quando fu combattuta la guerra civile e Sheldon Manor fu gravemente danneggiata. Fu ricostruita di nuovo nel 1660 dai proprietari, William e Helena Forster. Per molti anni poi la proprietà fu affittata fino a quando Sir Edward Hungerford vendette l'edificio nel 1684 e nel 1711 fu acquistata da William Norris. L'ultimo erede della famiglia morì nel 1828 e in seguito passò a Sir Gabriel Goldney e poi alla famiglia Bailey. La casa fu oggetto di restauri nel 1911 e conserva in gran parte le caratteristiche degli anni trenta del 1600. Dal 1917 il manor fu di proprietà della famiglia Gibbs. Nel 1982, la signora Gibbs pubblicò un resoconto storico e architettonico del manor.

## Descrizione

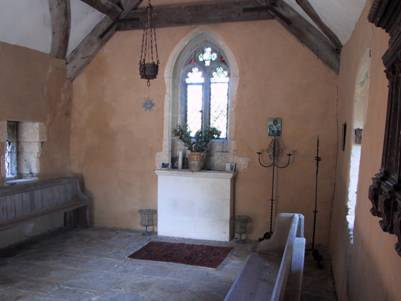
Interno della cappella di Sheldon Manor

Sheldon Manor si trova a Chippenham Without, ad ovest dell'abitato di Chippenham nel Wiltshire, Sud Ovest dell'Inghilterra, Regno Unito. Il complesso comprende l'insediamento medievale di Sheldon situato su un leggero pendio esposto a sud-est a ovest.  L'area principale dell'insediamento comprende una serie di abitazioni e sulla cima del pendio vi sono una serie di recinti definiti da fossati poco profondi. La struttura è stata edificata in pietra e la copertura dei tetti in tegole anche queste di pietra. L'edificio principale si alza per tre piani ed è caratterizzato dal timpano sormontato dalla meridiana risalente al XVIII secolo. Contrafforti angolari sono presenti al piano terra. La porta interna si conclude a sesto acuto e il serramento è in quercia con cornice modanata, forse risalente al XV secolo e riutilizzata. Nell'estremità sud la camera a est della sala è stata costruita attorno al 1431. Il frontone sud a est del portico è sormontato da una piccola finestra. Il lato est di questa parte è stato rifinestrato nel 1911. All'interno sono presenti diversi camini, alcuni particolarmente massicci. Il portico interno del 1300 ha un soffitto a travi accoppiate con rinforzi ad arco fino alla stanza del primo piano. Sala da pranzo ha travi massicce e pannelli a pieghe di lino con camino ad arco in stile Tudor. La stanza all'estremità nord ha un grande camino originale con architrave in legno e una massiccia trave centrale. Al primo piano nell'estremità sud si trova la biblioteca con soffitto a capriate. Oltre alla casa principale ci sono altri edifici molto interessanti. La cappella è separata dal maniero e venne costruita dal secondo proprietario di Hungerford, il secondo Lord Robert, e conserva le sue caratteristiche del XV secolo e alcune finestre originali. Il piccolo granaio fu costruito intorno al 1770 su basamenti a forma di fungo. Si trova a pochi piedi sopra il terreno circostante, con il pavimento a un'altezza adatta per il trasferimento del grano dal carro al deposito. Questo granaio è di mattoni, coperto di paglia, come il tetto di alcuni degli antichi capannoni adiacenti.

## Monumento classificato
Sheldon Manor a Chippenham Without dal 20 dicembre 1960 viene giudicata una struttura di particolare interesse storico e architettonico in Inghilterra o Galles, classificata come monumento di primo grado.